# Premis Nacionals de Cultura 2022
Els Premis Nacionals de Cultura 2022, la 48a edició d'aquests guardons, els atorgà el Consell Nacional de la Cultura i de les Arts d'acord amb el que estableixen la Llei 6/2008, de 13 de maig, del CoNCA i el Decret 148/2013, de 2 d'abril, dels Premis Nacionals de Cultura de la Generalitat de Catalunya. El lliurament dels premis es feu el 27 de maig de 2022 a l'auditori de la Fundació Joan Miró de Barcelona, i fou presidit pel Molt Hble. Sr. Pere Aragonès, president de la Generalitat de Catalunya.

## Guardonats
- Nuria Guiu Sagarra[3]
- PEN Català[4]
- Jordi Casanovas i Güell[5]
- Càntut. Cançons de tradició oral[6]
- Rosa Fabregat i Armengol[7]